# إكليل الغار

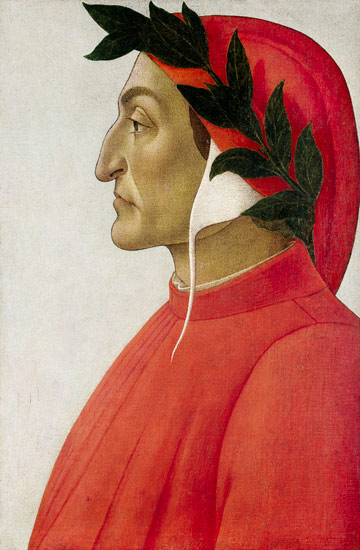
صورة للشاعر دانتي أليغييري واضعاً إكليل الغار على رأسه

إكليل الغار هو إكليل مصنوع من أوراق متداخلة من نبات الغار، والذي كان يستخدم في زمن الإغريق وبعدهم الرومان لتكريم الفائزين سواء في الحروب أو المسابقات الرياضية.

## اقرأ أيضاً
- إكليل